# Tâm sự bà bầu
Tâm sự bà bầu (tiếng Anh: What to Expect When You're Expecting, dịch nghĩa Điều mong đợi khi bạn mang bầu) là một bộ phim chính-hài kịch của Mỹ phát hành năm 2012 do Kirk Jones đạo diễn, kịch bản của Shauna Cross và Heather Hach dựa theo cuốn cẩm nang mang thai cùng tên. Phim được phát hành ngày 18 tháng 5 năm 2012.

## Cốt truyện
Lấy bối cảnh ở Atlanta, bộ phim mở đầu bằng cảnh huấn luyện viên thể dục Jules Baxter (Cameron Diaz) và bạn nhảy Evan Webber (Matthew Morrison) biểu diễn trên chương trình truyền hình Celebrity Dance Factor. Họ trở thành người thắng cuộc của chương trình, nhưng Jules sau đó đã nôn vào chiếc cúp và phát hiện ra mình có thai. Jules gặp khó khăn khi tìm cách cân bằng việc mang thai với cuộc sống năng động bình thường của cô. Cô cãi nhau kịch liệt với Evan về việc có nên cắt bao quy đầu cho đứa con trai sắp ra đời của họ không. Khi đẻ, cô quyết định không tiêm thuốc gây tê ngoài màng cứng. Cuối cùng, cô sinh một bé gái tên là Emerson, điều đó có nghĩa rằng họ không còn phải tranh luận về vấn đề trên nữa. Sau khi sinh con, Jules và Evan đính hôn.
Nhiếp ảnh gia Holly (Jennifer Lopez) không thể thụ thai, và quyết định nhận con nuôi ở Ethiopia với chồng là Alex (Rodrigo Santoro). Họ quyết định mua một căn nhà mới cho đứa bé. Holly nói với Alex tham gia vào "nhóm những anh chàng", một nhóm các ông bố hay đi dạo quanh công viên và giúp đỡ lẫn nhau do Vic Mac (Chris Rock) sáng lập. Ở đây, Alex càng cảm thấy lo lắng hơn về việc làm bố. Holly mất việc và tỏ ra đau khổ khi biết rằng Alex vẫn chưa sẵn sàng để nuôi con. Tuy vậy, cuối cùng họ cũng tới Ethiopia và nhận nuôi một đứa trẻ tên là Kaleb.
Wendy Cooper (Elizabeth Banks) điều hành một cửa hàng kinh doanh các sản phẩm cho con bú có tên là The Breast Choice. Cô cố gắng có con với chồng là Gary (Ben Falcone) trong suốt hai năm. Cuối cùng cô cũng thụ thai được và, sau năm lần dùng que thử, cô đã kể với chồng tin vui này. Mặc dù Wendy đã chuẩn bị sẵn tâm lý rằng việc mang thai sẽ là một điều kỳ diệu và thú vị, nhưng trong suốt thời gian có bầu cô lại tỏ ra khó chịu. Trong một hội thảo mà cô được chọn để diễn thuyết về sự kỳ diệu của việc sinh nở, Wendy mất kiểm soát và phát biểu trước đám đông về sự kinh khủng của quá trình mang thai. Bài phát biểu được quay lại và trở thành một bản hit có sức lan truyền rất lớn trên YouTube. Từ đó cửa hàng của Wendy tràn ngập khách mua. Một lần, sau khi làm một vài việc nặng, cô đến bệnh viện để hỏi xem liệu mình có phải mổ đẻ hay không, bất chấp việc cô đã dành nhiều công sức để soạn ra kế hoạch sinh nở. Sau khi sinh con, cô mất nhiều máu nhưng sức khoẻ vẫn ổn và đặt tên cho bé trai là Theo.

## Diễn viên
- Cameron Diaz trong vai Jules Baxer, thí sinh của một cuộc thi nhảy cho người nổi tiếng và dẫn chương trình của một chương trình về giảm cân. Cô có thai với bạn nhảy của mình[4]
- Jennifer Lopez trong vai Holly, một phụ nữ nhận nuôi một đứa trẻ ở nước ngoài mặc dù chồng không bằng lòng, sau khi cả hai gặp khó khăn không thụ thai được[5]
- Elizabeth Banks trong vai Wendy Cooper, vợ của Gary, có mang sau 2 năm cố gắng thụ thai. Là người điều hành cửa hàng The Breast Choice Boutique.
- Chace Crawford trong vai Marco, người cuối phim đã đoàn tụ với bạn gái cũ (Rosie)[6]
- Brooklyn Decker trong vai Skyler Cooper, vợ trẻ của một người đàn ông hơn tuổi cô rất nhiều tên là Ramsey. Cô sau đó mang thai sinh đôi[7]
- Anna Kendrick trong vai Rosie Brennan, đoàn tụ với bạn trai cũ, người từng cùng cô sở hữu một xe tải chở thực phẩm. Cô có mang không mong muốn và sau đó sảy thai[7]
- Matthew Morrison trong vai Evan Webber, người nhảy cùng Jules trong một chương trình thi nhảy và có con với cô[3]
- Dennis Quaid trong vai Ramsey Cooper, chồng của Skyler[8]
- Chris Rock trong vai Vic Mac, người thành lập nhóm "những anh chàng" và là cha của bốn đứa trẻ.
- Rodrigo Santoro trong vai Alex, chồng Holly, một người kinh doanh âm nhạc và chưa sẵn sàng có con[9]